# Jürgen Melzer
Jürgen Melzer (Vienna, 22 maggio 1981) è un allenatore di tennis ed ex tennista austriaco.
Mancino, rovescio bimane, è stato uno dei pochi esponenti rimasti del serve & volley. Grazie a questo stile di gioco aggressivo ha vinto il titolo juniores di Wimbledon nel 1999. È stato tra i primi 10 giocatori del mondo sia in singolare (8) sia in doppio (6), anche contemporaneamente. Ha vinto tre tornei del Grande Slam: Wimbledon 2010 e US Open 2011 in doppio maschile, e Wimbledon 2011 in doppio misto.

## Biografia
Nato a Vienna, ha un fratello minore chiamato Gerald, anch'egli tennista. Parla correttamente l'inglese, il francese e il tedesco.
Nel settembre 2012 si sposa con la collega e compagna di doppio misto Iveta Benešová, dopo un anno di relazione.
Tra le curiosità, è stato legato sentimentalmente alle colleghe Anastasija Myskina, Nicole Vaidišová e Dominika Cibulková, tutte e tre entrate fra le prime dieci giocatrici del mondo.

## Carriera
Tra i professionisti ha vinto quattro tornei di singolare su undici finali disputate, a Bucarest nel 2006 sconfiggendo in finale l'italiano Filippo Volandri, Vienna nel 2009 battendo il croato Marin Čilić e nel 2010. Vanta anche diciassette successi in doppio, tra cui due titoli Slam.
Nei tornei del Grande Slam ha raggiunto il 4º turno in singolare in tutte e 4 le prove, ma senza mai riuscire a superarlo, fino al Roland Garros 2010, dove ha raggiunto la semifinale in cui è stato sconfitto da Rafael Nadal con il punteggio di 6-2 6-3 7–6(6). In quello stesso torneo, ha sconfitto Novak Đoković dopo essersi trovato in svantaggio di due set, impresa mai riuscita a nessun altro tennista a livello slam contro il fuoriclasse serbo.
Nel 2010 conquista il Torneo di Wimbledon battendo in finale 6-1, 7-5, 7-5 Robert Lindstedt e Horia Tecău insieme a Philipp Petzschner, con il quale trionfa anche agli US Open 2011 contro Mariusz Fyrstenberg e Marcin Matkowski (6-2, 6-2).
A Wimbledon 2011 ha trionfato nel doppio misto insieme a Iveta Benešová battendo in finale per 6-3 6-2 la coppia formata da Mahesh Bhupathi ed Elena Vesnina.
Nel 2019 abbandona il singolare e inizia a dedicarsi a tempo pieno al doppio conquistando durante l'anno tre titoli ATP. Nel 2020 vince il torneo di San Pietroburgo e raggiunge la finale alle ATP Finals insieme a Édouard Roger-Vasselin, perdendo da Wesley Koolhof e Nikola Mektić.
Nel 2021 annuncia l'intenzione di ritirarsi. Disputa il Roland Garros (con Marc López), Wimbledon (con Andre Begemann) e gli US Open (con Marc Polmans) uscendo al primo turno in tutte e tre le occasioni. Successivamente gioca il Challenger di Tulln con il fratello Gerald, perdendo all'esordio contro Dustin Brown e Andrea Vavassori. Sceglie di chiudere la carriera al torneo di Vienna insieme ad Alexander Zverev. Vengono sconfitti al primo turno da John Peers e Filip Polášek per 7-6, 7-6. Chiude l'anno con un bilancio totale in doppio di 0-5 (0-4 ATP).
Il suo miglior ranking ottenuto in singolare è il numero 8, in doppio il numero 6.

## Statistiche

### Singolare

#### Vittorie (5)
| Legenda singolare                                      |
| Grande Slam (0)                                        |
| ATP World Tour Finals (0)                              |
| ATP Masters Series / ATP Masters 1000 (0)              |
| ATP International Series Gold / ATP World Tour 500 (1) |
| ATP International Series / ATP World Tour 250 (4)      |

| N. | Data              | Torneo                            | Superficie  | Avversario in finale  | Punteggio            |
| 1. | 17 settembre 2006 | BCR Open Romania, Bucarest        | Terra rossa | Filippo Volandri      | 6–1, 7–5             |
| 2. | 1º novembre 2009  | Vienna Open, Vienna (1)           | Cemento (i) | Marin Čilić           | 6–4, 6–3             |
| 3. | 31 ottobre 2010   | Vienna Open, Vienna (2)           | Cemento (i) | Andreas Haider-Maurer | 6(10)–7, 7–6(4), 6–4 |
| 4. | 26 febbraio 2012  | RMK Championships, Memphis        | Cemento (i) | Milos Raonic          | 7–5, 7–6(4)          |
| 5. | 24 agosto 2013    | Winston-Salem Open, Winston-Salem | Cemento     | Gaël Monfils          | 6–3, 2–1 rit.        |

#### Finali perse (8)
| Legenda singolare                                      |
| Grande Slam (0)                                        |
| ATP World Tour Finals (0)                              |
| ATP Masters 1000 (0)                                   |
| ATP International Series Gold / ATP World Tour 500 (2) |
| ATP International Series / ATP World Tour 250 (6)      |

| N. | Data             | Torneo                                         | Superficie  | Avversario in finale  | Punteggio        |
| 1. | 13 luglio 2003   | Hall of Fame Tennis Championships, Newport     | Erba        | Robby Ginepri         | 4–6, 7–6(3), 1–6 |
| 2. | 21 maggio 2005   | Hypo Group Tennis International, St. Pölten    | Terra rossa | Nikolaj Davydenko     | 3–6, 6–2, 4–6    |
| 3. | 10 aprile 2006   | U.S. Men's Clay Court Championships, Houston   | Terra rossa | Mardy Fish            | 6–3, 4–6, 3–6    |
| 4. | 2 ottobre 2006   | Open de Moselle, Metz                          | Cemento (i) | Novak Đoković         | 6–4, 3–6, 2–6    |
| 5. | 5 marzo 2007     | Tennis Channel Open, Las Vegas                 | Cemento     | Lleyton Hewitt        | 4–6, 6(10)–7     |
| 6. | 20 luglio 2008   | Interwetten Austrian Open Kitzbühel, Kitzbühel | Terra rossa | Juan Martín del Potro | 2–6, 1–6         |
| 7. | 20 luglio 2010   | International German Open, Amburgo             | Terra rossa | Andrej Golubev        | 3–6, 5–7         |
| 8. | 10 febbraio 2013 | PBZ Zagreb Indoors, Zagabria                   | Cemento (i) | Marin Čilić           | 3–6, 1–6         |

### Doppio

#### Vittorie (17)
| Legenda doppio                                         |
| Grande Slam (2)                                        |
| ATP World Tour Finals (0)                              |
| ATP Masters Series / ATP Masters 1000 (1)              |
| ATP International Series Gold / ATP World Tour 500 (4) |
| ATP International Series / ATP World Tour 250 (10)     |

| N.  | Data              | Torneo                                         | Superficie    | Compagno               | Avversario in finale                 | Punteggio           |
| 1.  | 24 ottobre 2005   | St. Petersburg Open, San Pietroburgo (1)       | Sintetico (i) | Julian Knowle          | Jonas Björkman Maks Mirny            | 4–6, 7–5, 7–5       |
| 2.  | 30 aprile 2006    | Grand Prix Hassan II, Casablanca (1)           | Terra rossa   | Julian Knowle          | Michael Kohlmann Alexander Waske     | 6–3, 6–4            |
| 3.  | 10 luglio 2006    | Campbell's Hall of Fame Championships, Newport | Erba          | Robert Kendrick        | Jeff Coetzee Justin Gimelstob        | 7–6(3), 6–0         |
| 4.  | 15 giugno 2008    | Ordina Open, 's-Hertogenbosch                  | Erba          | Mario Ančić            | Mahesh Bhupathi Leander Paes         | 7–6(5), 6–3         |
| 5.  | 29 agosto 2009    | Pilot Pen Tennis, New Haven                    | Cemento       | Julian Knowle          | Bruno Soares Kevin Ullyett           | 6–4, 7–6(3)         |
| 6.  | 11 ottobre 2009   | Japan Open Tennis Championships, Tokyo         | Cemento       | Julian Knowle          | Ross Hutchins Jordan Kerr            | 6–2, 5–7, [10–8]    |
| 7.  | 7 febbraio 2010   | PBZ Zagreb Indoors, Zagabria                   | Cemento (i)   | Philipp Petzschner     | Arnaud Clément Olivier Rochus        | 3–6, 6–3, [10–8]    |
| 8.  | 3 luglio 2010     | Torneo di Wimbledon, Londra                    | Erba          | Philipp Petzschner     | Robert Lindstedt Horia Tecău         | 6–1, 7–5, 7–5       |
| 9.  | 16 ottobre 2010   | Shanghai Masters, Shanghai                     | Cemento       | Leander Paes           | Mariusz Fyrstenberg Marcin Matkowski | 7–5, 4–6, [10–5]    |
| 10. | 13 febbraio 2011  | ABN AMRO World Tennis Tournament, Rotterdam    | Cemento (i)   | Philipp Petzschner     | Michaël Llodra Nenad Zimonjić        | 6–4, 3–6, [10–5]    |
| 11. | 16 luglio 2011    | Mercedes Cup, Stoccarda                        | Terra rossa   | Philipp Petzschner     | Marcel Granollers Marc López         | 6–3, 6–4            |
| 12. | 11 settembre 2011 | US Open, New York                              | Cemento       | Philipp Petzschner     | Mariusz Fyrstenberg Marcin Matkowski | 6–2, 6–2            |
| 13. | 19 ottobre 2014   | Vienna Open, Vienna                            | Cemento (i)   | Philipp Petzschner     | Andre Begemann Julian Knowle         | 7–6(6), 4–6, [10–7] |
| 14. | 10 febbraio 2019  | Sofia Open, Sofia                              | Cemento (i)   | Nikola Mektić          | Hsieh Cheng-peng Christopher Rungkat | 6–2, 4–6, [10–2]    |
| 15. | 13 aprile 2019    | Grand Prix Hassan II, Marrakech (2)            | Terra rossa   | Franko Škugor          | Matwé Middelkoop Frederik Nielsen    | 6–4, 7–6(6)         |
| 16. | 28 luglio 2019    | Hamburg European Open, Amburgo                 | Terra rossa   | Oliver Marach          | Robin Haase Wesley Koolhof           | 6–2, 7–6(3)         |
| 17. | 18 ottobre 2020   | St. Petersburg Open, San Pietroburgo (2)       | Cemento (i)   | Édouard Roger-Vasselin | Marcelo Demoliner Matwé Middelkoop   | 6–2, 7–6(4)         |

#### Finali perse (20)
| Legenda doppio                                         |
| Grande Slam (0)                                        |
| ATP World Tour Finals (1)                              |
| ATP Masters 1000 (1)                                   |
| ATP International Series Gold / ATP World Tour 500 (3) |
| ATP International Series / ATP World Tour 250 (15)     |

| N.  | Data             | Torneo                                         | Superficie  | Compagno               | Avversario in finale              | Punteggio            |
| 1.  | 14 luglio 2002   | Hall of Fame Tennis Championships, Newport (1) | Erba        | Alexander Popp         | Bob Bryan Mike Bryan              | 5–7, 3–6             |
| 2.  | 13 luglio 2003   | Hall of Fame Tennis Championships, Newport (2) | Erba        | Julian Knowle          | Jordan Kerr David Macpherson      | 6(4)–7, 3–6          |
| 3.  | 27 luglio 2003   | Austrian Open, Kitzbühel                       | Terra rossa | Alexander Peya         | Martin Damm Cyril Suk             | 4–6, 4–6             |
| 4.  | 17 aprile 2006   | U.S. Men's Clay Court Championships, Houston   | Terra rossa | Julian Knowle          | Michael Kohlmann Alexander Waske  | 7–5, 4–6, [5–10]     |
| 5.  | 8 ottobre 2006   | Open de Moselle, Metz                          | Cemento (i) | Julian Knowle          | Richard Gasquet Fabrice Santoro   | 6–3, 1–6, [9–11]     |
| 6.  | 15 ottobre 2006  | Vienna Open, Vienna (1)                        | Cemento (i) | Julian Knowle          | Petr Pála Pavel Vízner            | 4–6, 6–3, [10–12]    |
| 7.  | 29 ottobre 2006  | St. Petersburg Open, San Pietroburgo (1)       | Cemento (i) | Julian Knowle          | Simon Aspelin Todd Perry          | 1–6, 6(3)–7          |
| 8.  | 25 febbraio 2007 | RMK Championships, Memphis                     | Cemento (i) | Julian Knowle          | Eric Butorac Jamie Murray         | 5–7, 3–6             |
| 9.  | 28 ottobre 2007  | St. Petersburg Open, San Pietroburgo (2)       | Cemento (i) | Todd Perry             | Daniel Nestor Nenad Zimonjić      | 1–6, 6(3)–7          |
| 10. | 13 gennaio 2008  | Heineken Open, Auckland                        | Cemento     | Xavier Malisse         | Luis Horna Juan Mónaco            | 4–6, 6–3, [7–10]     |
| 11. | 24 maggio 2008   | Hypo Group Tennis International, Pörtschach    | Terra rossa | Julian Knowle          | Marcelo Melo André Sá             | 5–7, 7–6(3), [11–13] |
| 12. | 31 ottobre 2009  | Vienna Open, Vienna (2)                        | Cemento (i) | Julian Knowle          | Łukasz Kubot Oliver Marach        | 6–2, 4–6, [9–11]     |
| 13. | 3 ottobre 2010   | Thailand Open, Bangkok                         | Cemento (i) | Jonathan Erlich        | Christopher Kas Viktor Troicki    | 4–6, 4–6             |
| 14. | 8 gennaio 2012   | Brisbane International, Brisbane               | Cemento     | Philipp Petzschner     | Maks Mirny Daniel Nestor          | 1–6, 2–6             |
| 15. | 2 novembre 2014  | BNP Paribas Masters, Parigi                    | Cemento (i) | Marcin Matkowski       | Bob Bryan Mike Bryan              | 6(5)–7, 7–5, [6–10]  |
| 16. | 3 maggio 2015    | TEB BNP Paribas Istanbul Open, Istanbul        | Terra rossa | Robert Lindstedt       | Radu Albot Dušan Lajović          | 4–6, 6(2)–7          |
| 17. | 23 ottobre 2016  | Kremlin Cup, Mosca                             | Cemento (i) | Julian Knowle          | Juan Sebastián Cabal Robert Farah | 5–7, 6–4, [5–10]     |
| 18. | 20 luglio 2019   | Plava Laguna Croatia Open Umag, Umago          | Terra rossa | Oliver Marach          | Robin Haase Philipp Oswald        | 5–7, 7–6(2), [12–14] |
| 19. | 13 novembre 2020 | Sofia Open, Sofia                              | Cemento (i) | Édouard Roger-Vasselin | Jamie Murray Neal Skupski         | Walkover             |
| 20. | 22 novembre 2020 | ATP Finals, Londra                             | Cemento (i) | Édouard Roger-Vasselin | Wesley Koolhof Nikola Mektić      | 2–6, 6–3, [5–10]     |

### Doppio misto

#### Vittorie (1)
| Australian Open (0)     |
| Open di Francia (0)     |
| Torneo di Wimbledon (1) |
| US Open (0)             |
| Ori Olimpici (0)        |

| N. | Data          | Torneo                      | Superficie | Compagna       | Avversari in finale           | Punteggio |
| 1. | 3 luglio 2011 | Torneo di Wimbledon, Londra | Erba       | Iveta Benešová | Mahesh Bhupathi Elena Vesnina | 6–3, 6–2  |

## Risultati in progressione
| Sigla | Risultato               |
| ----- | ----------------------- |
| V     | Vincitore               |
| F     | Finalista               |
| SF    | Semifinalista           |
| O     | Oro olimpico            |
| A     | Argento olimpico        |
| SF    | Bronzo olimpico         |
| QF    | Quarti di Finale        |
| 4T    | Quarto turno            |
| 3T    | Terzo turno             |
| 2T    | Secondo turno           |
| 1T    | Primo turno             |
| RR    | Round Robin             |
| LQ    | Turno di qualificazione |
| A     | Assente                 |
| ND    | Non disputato           |

| Legenda superfici    |
| -------------------- |
| Cemento              |
| Terra battuta        |
| Erba                 |
| Superficie variabile |

### Singolare
| Tornei Grande Slam         |     |               |               |               |     |               |               |               |     |               |               |               |     |               |               |               |     |     |     |       |
| Australian Open, Melbourne | A   | A             | Q2            | 1T            | 3T  | 3T            | 1T            | 2T            | 2T  | 3T            | 1T            | 4T            | 1T  | 3T            | A             | 2T            | A   | 1T  | A   | 14–13 |
| Open di Francia, Parigi    | A   | A             | A             | 1T            | 2T  | 3T            | 1T            | 2T            | 3T  | 3T            | SF            | 2T            | 1T  | 1T            | 2T            | 2T            | A   | A   | Q2  | 16–13 |
| Wimbledon, Londra          | 1T  | A             | 1T            | 2T            | 1T  | 3T            | 1T            | A             | 3T  | 3T            | 4T            | 3T            | 2T  | 4T            | 1T            | Q2            | A   | Q1  | Q3  | 16–13 |
| US Open, New York          | A   | A             | 2T            | 2T            | 3T  | 1T            | 1T            | 2T            | 3T  | 2T            | 4T            | 2T            | 1T  | 1T            | 1T            | 2T            | Q2  | A   | Q1  | 13–14 |
| Vittorie–Sconfitte         | 0–1 | 0–0           | 1–2           | 2–4           | 5–4 | 6–4           | 0–4           | 3–3           | 7–4 | 7–4           | 11–4          | 7–4           | 1–4 | 5–4           | 1–3           | 3–3           | 0–0 | 0–1 | 0–0 | 59–53 |
| Giochi Olimpici            |     |               |               |               |     |               |               |               |     |               |               |               |     |               |               |               |     |     |     |       |
| Giochi Olimpici            | A   | Non disputati | Non disputati | Non disputati | 1T  | Non disputati | Non disputati | Non disputati | QF  | Non disputati | Non disputati | Non disputati | 1T  | Non disputati | Non disputati | Non disputati | A   | ND  | ND  | 3–3   |
| Vittorie–Sconfitte         | 0–0 | Non disputati | Non disputati | Non disputati | 0–1 | Non disputati | Non disputati | Non disputati | 3–1 | Non disputati | Non disputati | Non disputati | 0–1 | Non disputati | Non disputati | Non disputati | 0–0 | ND  | ND  | 3–3   |
| Statistiche Carriera       |     |               |               |               |     |               |               |               |     |               |               |               |     |               |               |               |     |     |     |       |
| Finali ATP World Tour      | 0   | 0             | 0             | 1             | 0   | 1             | 3             | 1             | 1   | 1             | 2             | 0             | 1   | 2             | 0             | 0             | 0   | 0   | 0   | 13    |
| Tornei ATP vinti           | 0   | 0             | 0             | 0             | 0   | 0             | 1             | 0             | 0   | 1             | 1             | 0             | 1   | 1             | 0             | 0             | 0   | 0   | 0   | 5     |
| Ranking di fine anno       | 370 | 167           | 90            | 79            | 39  | 54            | 41            | 60            | 34  | 28            | 11            | 33            | 29  | 27            | 113           | 155           | 306 | 186 | 288 | N/A   |

### Doppio
| Tornei Grande Slam         |     |     |               |               |               |     |               |               |               |     |               |               |               |     |               |               |               |               |       |
| Australian Open, Melbourne | A   | 2T  | SF            | 3T            | 3T            | 2T  | 1T            | 3T            | QF            | 3T  | 1T            | A             | 1T            | A   | 2T            | A             | A             | 2T            | 19–13 |
| Open di Francia, Parigi    | A   | 1T  | QF            | 3T            | A             | 1T  | 2T            | 1T            | A             | 3T  | 2T            | 3T            | 2T            | A   | A             | A             | 2T            | 3T            | 14–11 |
| Wimbledon, Londra          | 1T  | A   | 3T            | 1T            | A             | 2T  | 1T            | V             | QF            | SF  | QF            | 2T            | 2T            | A   | A             | 1T            | 2T            | ND            | 22–12 |
| US Open, New York          | 2T  | 2T  | 2T            | 2T            | 1T            | 2T  | 3T            | 1T            | V             | 2T  | 1T            | 2T            | 1T            | 2T  | A             | 3T            | QF            | 1T            | 20–16 |
| Vittorie–Sconfitte         | 1–2 | 2–3 | 9–4           | 5–3           | 2–2           | 3–4 | 3–4           | 8–3           | 12–2          | 9–4 | 4–4           | 4–3           | 2–4           | 1–1 | 1–1           | 2–2           | 4–3           | 3–3           | 74–52 |
| Torneo di Fine Anno        |     |     |               |               |               |     |               |               |               |     |               |               |               |     |               |               |               |               |       |
| ATP Finals, Londra         | A   | A   | A             | A             | A             | A   | A             | RR            | RR            | A   | A             | A             | A             | A   | A             | A             | A             | F             | 5–6   |
| Vittorie–Sconfitte         | 0–0 | 0–0 | 0–0           | 0–0           | 0–0           | 0–0 | 0–0           | 1–2           | 1–2           | 0–0 | 0–0           | 0–0           | 0–0           | 0–0 | 0–0           | 0–0           | 0–0           | 3–2           | 5–6   |
| Giochi Olimpici            |     |     |               |               |               |     |               |               |               |     |               |               |               |     |               |               |               |               |       |
| Giochi Olimpici            | ND  | A   | Non disputati | Non disputati | Non disputati | 2T  | Non disputati | Non disputati | Non disputati | 2T  | Non disputati | Non disputati | Non disputati | A   | Non disputati | Non disputati | Non disputati | Non disputati | 2–2   |
| Vittorie–Sconfitte         | ND  | 0-0 | Non disputati | Non disputati | Non disputati | 1–1 | Non disputati | Non disputati | Non disputati | 1–1 | Non disputati | Non disputati | Non disputati | 0–0 | Non disputati | Non disputati | Non disputati | Non disputati | 2–2   |

### Doppio misto
| Tornei Grande Slam         |               |               |               |               |               |               |     |               |               |               |     |               |               |               |               |      |
| Australian Open, Melbourne | 1T            | A             | A             | QF            | A             | A             | 2T  | A             | A             | A             | A   | A             | A             | A             | 1T            | 3–4  |
| Open di Francia, Parigi    | 2T            | 1T            | A             | A             | A             | A             | A   | A             | 1T            | A             | A   | A             | A             | A             | ND            | 1–3  |
| Wimbledon, Londra          | A             | A             | A             | A             | A             | V             | 2T  | A             | 1T            | 1T            | A   | A             | A             | 1T            | ND            | 5–4  |
| US Open, New York          | A             | A             | 1T            | A             | A             | 1T            | 1T  | A             | A             | A             | A   | A             | A             | A             | ND            | 0–3  |
| Vittorie–Sconfitte         | 1–2           | 0–1           | 0–1           | 2–1           | 0–0           | 5–1           | 1–3 | 0–0           | 0–2           | 0–1           | 0–0 | 0–0           | 0–0           | 0–1           | 0–1           | 9–14 |
| Giochi Olimpici            |               |               |               |               |               |               |     |               |               |               |     |               |               |               |               |      |
| Giochi Olimpici            | Non disputati | Non disputati | Non disputati | Non disputati | Non disputati | Non disputati | A   | Non disputati | Non disputati | Non disputati | A   | Non disputati | Non disputati | Non disputati | Non disputati | 0–0  |
| Vittorie–Sconfitte         | Non disputati | Non disputati | Non disputati | Non disputati | Non disputati | Non disputati | 0–0 | Non disputati | Non disputati | Non disputati | 0–0 | Non disputati | Non disputati | Non disputati | Non disputati | 0–0  |